# Corynopuntia marenae
Corynopuntia marenae là một loài thực vật có hoa trong họ Cactaceae. Loài này được (S.H.Parsons) M.P.Griff. mô tả khoa học đầu tiên năm 2002 publ. 2003.